# オマーン帝国

オマーン帝国
الإمبراطورية العمانية

19世紀半ばのオマーン帝国の領土

オマーン帝国（オマーンていこく、アラビア語: الإمبراطورية العمانية、英語: Omani Empire）とは、かつてインド洋やペルシア湾の覇権をめぐってイギリス帝国やポルトガル海上帝国と競合し、現在のオマーンを中心に存在した海洋帝国である。最盛期を迎えた19世紀には、帝国の影響力や支配はホルムズ海峡を越え、北は現在のイランやパキスタン、南はアフリカのデルガド岬にまで及んでいた。
1856年のサイイド・サイードの死後、帝国はマージド・ビン・サイードのザンジバル・スルターン国（アフリカ東海岸）と、スワイニー・ビン・サイードのマスカット・オマーン（アラビア半島）に分裂した。

## 地域大国への道程
通商上の要衝であったマスカットは、1507年から1650年にかけてポルトガルの支配下に入っていた。しかしヤアーリバ朝創始者であったナーシル・ビン・ムルシドがポルトガルへの断続的な抵抗を指揮したことで、ポルトガルはオマーン全土を支配するには至らず徐々に領土を奪われていった。そして17世紀半ばになると、オマーン部族はマスカットでのポルトガル人による支配に終止符を打つことに成功した。この時マスカットを占拠した際に停泊していたポルトガルの大型帆船という戦利品は、その後における帝国の貿易活動と繁栄に大きく寄与していった。また、同じころにはサファヴィー朝イランへの攻撃も実施され、1670年ごろにはホルムズ要塞を3ヵ月にわたって包囲したほか、1694年にはペルシア湾へ艦隊を派遣してペルシア人の貿易活動を妨害しようと試みた。サイフ・ビン・スルターンの治世下の1696年にはオマーン艦隊がモンバサを攻撃し、2,500人の住民が避難していたポルトガルのジーザス要塞を包囲した（ジーザス要塞包囲戦）。この攻囲戦は守備隊が餓死したことで33ヵ月後に終わり、その後もサイフ・ビン・スルターンはアフリカ東海岸への拡大を続けた。
こうしてモンバサを攻略しポルトガルやペルシア勢力を駆逐したオマーン帝国はインド洋西部における支配を強めていき、1783年までには東方へと拡大して現在のパキスタンにあるグワーダルに至った。オマーン人はインド西部のポルトガルの基地も攻撃し続け、北方ではペルシア湾にてバーレーンを数年間占拠し続けた。帝国の勢力拡大と南方への影響には、オマーン人移民によるザンジバル諸島への最初の大規模な入植も含まれた。

## ヤアーリバ朝

### サイフ・ビン・スルターン
オマーンの農業はサイフ・ビン・スルターンのもとで大きく改善された。オマーン内陸部に水を供給したことで知られる彼は、オマーンのアラブ人を内陸部から移動させ、海岸部のバーティナ地方にナツメヤシを植えてそこに定住するよう促した。内陸の街アル・ハムラは新設された大規模なファラジによって灌漑システムが改善され、ヤアーリバ朝はWadi Bani Awf川に沿ってテラスのような農作業や入植地への大規模な投資を支援したとみられる。彼は学校も建設させ、ルスタックにはバードギールであるBurj al Riahを備えつけた宮殿を構えた。
1711年10月4日に死亡したサイフ・ビン・スルターンは宮殿の豪華な霊廟に埋葬され、廟はのちにワッハーブ派の軍司令官により破壊された。彼の死亡当時には、28隻の船舶と700人の男性奴隷、オマーンのナツメヤシの3分の1を有するといわれるほどの富を蓄えていた。後継者となった息子のスルターン・ビン・サイフ2世は、ルスタックから海岸への途上にあるアル・ハズム（Al-Hazm）に都を置いた。現在では一般的な村だが、そこには彼が1710年ごろに建てた、自らの墓を含む大きな要塞跡が残っている。

### 貿易
かねてより貿易への関心が強かったナーシル・ビン・ムルシドは、1646年にイギリス東インド会社のフィリップ・ウィルデ（Philip Wylde）と通商条約を結んでおり、当初はオマーン側のデーツとイギリス側のコメや武器による取引が行われていた。しかし18世紀に入ると、ペルシア産の硫黄やカーペット、インド産の布地や薬品なども取り扱うようになり、インド洋沿岸諸国を結ぶ中継貿易としての側面を強めていった。
オマーンの貿易においてはモカから輸出されるコーヒーも重要な収入源であり、武力にてイエメン商人の活動を抑えることにより紅海を通じてイスタンブールまで輸送された。また、サイフ・ビン・スルターンの治世下ではスマトラ島にまでその活動範囲を広げていたことも示唆されている。
ブーサイード朝下になりインドとの貿易がさらに盛んになると、多くのインド商人がオマーン帝国内での活動や影響力を広げていった。インド側は衣類やコメ、鉄などを輸出する一方、貿易の重要性を認識していた君主は「イマーム」から世俗的な「サイード」へとその称号を変えるようになり、その拠点も海岸沿いのマスカットへと移した。

## イギリスとの同盟
ブーサイード朝のスルターン・ビン・アフマドは甥の死後に政権を掌握し、多数の砲艦と新たな貨物船を加えてすでに強力な艦隊をさらに強化したが、マズルイ家からモンバサの支配権を取り戻して、現在のサウジアラビアから広がる運動を阻止し、なおかつペルシャの都市バンダレ・レンゲのQasimi族をオマーンから引き離すために、有力な同盟国を必要としていた。これが可能な勢力として彼が見つけたのが、当時強大な海洋国家であり世界中に版図を広げていたイギリス帝国であった。18世紀後半のイギリスはフランス第一帝政と戦争状態にあり、皇帝ナポレオン・ボナパルトがペルシアを行軍させ、ムガル帝国侵攻の途上でマスカットを獲得する計画を立てていることが判明していた。イギリスとオマーンは1798年の通商航海条約締結に合意した。
アフマドはインドにおけるイギリスの国益を保証し、彼の領土はフランスの影響圏外となった。彼はイギリス東インド会社にペルシア湾で最初の交易所の設立を許可し、イギリス領事がマスカットに派遣された。ナポレオンを破ると同時にイギリスには、1772年に自国で違法と宣告された奴隷制を終わらせるためにアフマドに圧力をかけたかったという、オマーンと条約を結ぶもう1つの動機があった。当時、アフリカからオマーンへの貿易は依然として活発であり、モザンビークからインドへの象牙の供給がポルトガルの過剰な輸出税によって途絶えると、重要な貿易拠点としてのザンジバルの地位はさらに強化された。商人らは代わりにザンジバル経由で象牙を出荷した。オマーンの軍艦は絶え間ない小競り合いで湾を往来していたため、アフマドはそれに気を取られていた。1804年、乗船してペルシャ湾へ遠征に出撃した際、アフマドは流れ弾に頭を撃たれレンゲに埋葬された。

## サイイド・サイード
サイイド・サイードはスルターン・ビン・アフマドの息子であり、バスラへの遠征中に死亡したスルターン・ビン・アフマドは、ムハンマド・ビン・ナシル・ビン・ムハンマド・アルジャブリー（Mohammed bin Nasir bin Mohammed al-Jabry）を、彼の2人の息子サリム・ビン・スルタンとサイイド・サイードの摂政および保護者に任命した。しかし、ソハールを治めていたカイス・ビン・アフマドは権力の奪取を企図し、1805年初頭に海岸沿いを南進してムトラを苦もなく占拠した。その後のカイスはマスカットを包囲し始め、ムハンマド・ビン・ナシルはカイスへの贈賄を試みるも失敗に終わった。
ナシルはバドル・ビン・サイフに対し援軍を求め、一連の戦闘の結果としてカイスはソハールへの撤退を余儀なくされた。その後バドル・ビン・サイフはマスカットにおける事実上の支配者となったが、ワッハーブ派と同盟を結んだために次第に人気を失っていった。彼は自らの支配地を妨げないように、サリム・ビン・スルタンをバーティナ海岸のAl Maşna‘ahの総督に、サイイド・サイードをバルカ（Barka）の総督に任命した。
1806年になると、サイイド・サイードはバドル・ビン・サイフをバルカへ誘い出して殺害し、オマーンの支配者であることを宣言した。その際何が起きたかについてはさまざまな説明があるが、サイードが先制を加えて彼の部下らがその暗殺任務を終わらせたことは明らかなようである。彼は国を去ったワッハーブ派からの解放者として人々から称賛され、カイスもまもなくサイードを支持した。ワッハーブ派の反応に神経をとがらせたサイードは、バドル・ビン・サイフ殺害の責任をナシルに負わせた。

## 帝国の分裂

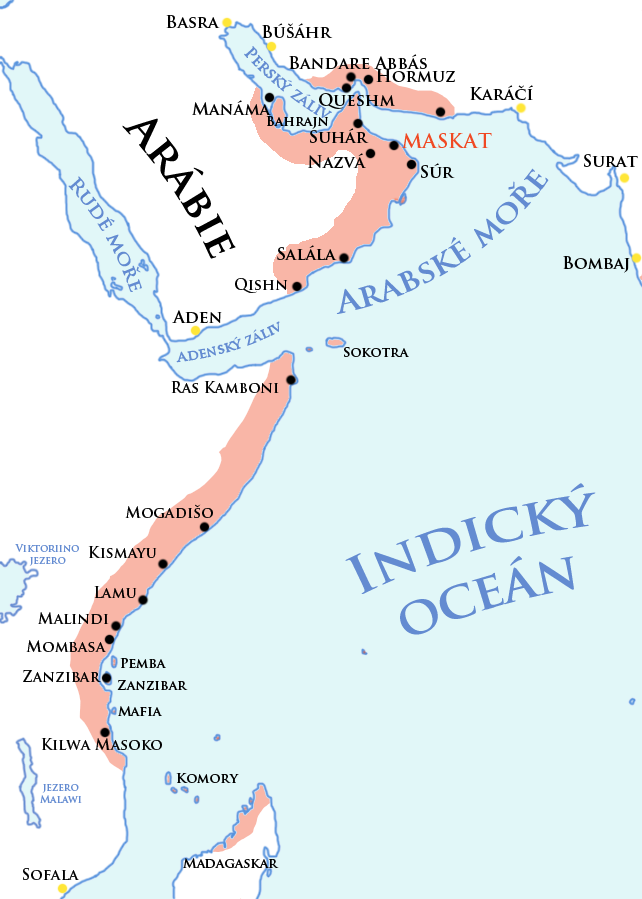
1856年当時の支配領域

王家内の分裂はサイイド・サイードの死後、王座を支配するために対抗意識と野心を持っていた彼の息子たちが帝国をめぐって争ったために明らかであった。サイイド・サイードの息子の1人バルガッシュ・ビン・サイードは、兄のマージド・ビン・サイードが父親の死を知らないことを悟って密かに上陸し、ムトニ（Mtoni）の宮殿とザンジバルの砦を支配しようとしたが、充分な支持者を集められずに彼の試みは阻止された。
マージドは1856年10月28日にザンジバルのスルタンであることを宣言し、この知らせとともにオマーンへ船が派遣されたが、1844年7月23日に後継者として指名され、マスカットの支配者およびサイディ軍最高司令官を長年務めてきたサイードの長男スワイニー・ビン・サイードは、マージドの承認を拒否して直ちに武力でザンジバルを取り戻そうとした。この争いの直接の結果として、地域的安定を憂慮したイギリス領インド帝国が紛争の仲裁を申し出た。英領インドが仲介を試みたのは、内戦が激化することでインド洋における貿易や海上交通の安全が損なわれたり、イギリス人の財産へ影響が及ぶことを防ぐためであった。英領インド総督であったチャールズ・カニングはその仲裁において、帝国は2つのスルターン国に分割されるべきであるとし、ザンジバル・スルターン国とその属領はマージド・ビン・サイードに属し、サイードの東アフリカ自治領の前総督およびマスカット・オマーン・スルターン国はスワイニー・ビン・サイードにそれぞれ属する、と裁定した。一方1862年3月10日には、パリにおいて英仏両国がザンジバル保証条約（Zanzibar Guarantee Treaty）に調印し、オマーンとザンジバル双方の独立を尊重することで合意した。ザンジバルとの関係断絶によってオマーンにもたらされた経済的損失を認識したスワイニーは、マージドが補償金として毎年4万マリア・テレジア・ターラーを支払うべきだと主張したが、支払いは延滞し1年後に停止した。